# Elmo di Jaroslav II
L'Elmo di Jaroslav II è un elmo russo a mezza-maschera appartenuto al principe Jaroslav II di Vladimir, da lui portato alla Battaglia di Lipitsta (22 aprile 1216). Andato perso nello scontro, l'elmo venne ritrovato da una contadina nel 1808 ed è oggi conservato nell'Arsenale del Cremlino di Mosca.

## Storia
La Battaglia di Lipitsta venne combattuta il 22 aprile 1216 tra le forze dei figli del principe Vsevolod III di Vladimir (1154-1212) per decidere chi dei fratelli avrebbe dovuto regnare sul Principato di Vladimir-Suzdal'. Jaroslav, il più giovane dei figli di Vsevolod III, unì le sue forze a quelle dei fratelli Jurij e Svjatoslav contro il primogenito Costantino, alleatosi al principe kievano Mstislav Mstislavič per opporsi alla decisione paterna di lasciare il regno al giovane Jurij.

Sconfitto in battaglia, Jaroslav si salvò dalla cattura con una fuga precipitosa, abbandonando il campo senza armi né armatura.
Nel 1808, una contadina di Lysoko (presso Jur'ev-Pol'skij) rinvenne un elmo ornato da immagini di santi tra i quali spiccava San Teodoro, il santo patrono del principe Jaroslav II. Il ritrovamento di Lysoko permise non solo di aggiungere l'elmo di Jaroslav alla collezione dell'Arsenale del Cremlino di Mosca ma anche di stabilire con maggior precisione il luogo ove si svolse la Battaglia di Lipitsta.

## Costruzione
L'elmo del principe Jaroslav II può essere considerato un esemplare pienamente rappresentativo della tipologia di appartenenza:
- la calotta "a coppo" è stata realizzata da diverse piastre di ferro collegate tra loro da archi metallici rivettati, superficialmente coperta da lamine d'oro ed argento. Manca una cresta di rinforzo, in vece della quale il coppo sviluppa, verticalmente, una sorta di cuspide leggermente accennata. Eccezion fatta per la presenza della cuspide, l'elmo ricorda molto l'"Elmo di Wenzel", rientrante nella tipologia elmo normanno;
- visiera in metallo "a mezza maschera" protrundente un lungo nasale dalla forma molto realistica, "grifagno", con buchi per la respirazione, originariamente ingrandita dalla presenza di due lobi inferiori. I rivetti di aggancio della visiera alla calotta sono protetti da protuberanze metallica arcuate che ricordano il bordo "ad ali di uccello" tipico delle visiere norrene;
- originariamente, l'elmo doveva essere provvisto di guanciali.

L'apparato decorativo del copricapo, destinato al grande principe di Kiev, è notevole.
Il coppo in ferro è ricoperto da una lamina d'argento con sovra-decorazioni in oro. Alla base della cuspide superiore, quattro piastre scudate d'argento raffigurano il Cristo, San Giorgio, San Basilio e San Teodoro. Il bordo inferiore del coppo è invece coperto da una fascia d'argento con incisioni di uccelli, grifi e gatti selvatici separati da figure di ninfee. Una seconda lamina d'argento orna il bordo superiore della visiera, su cui si adagia una piastra argentea con incisa la figura intera di San Michele Arcangelo e la scritta benaugurale Grande Arcangelo Michele, aiuta il tuo servo Fëdor (Fëdor era il secondo nome del principe Jaroslav II).

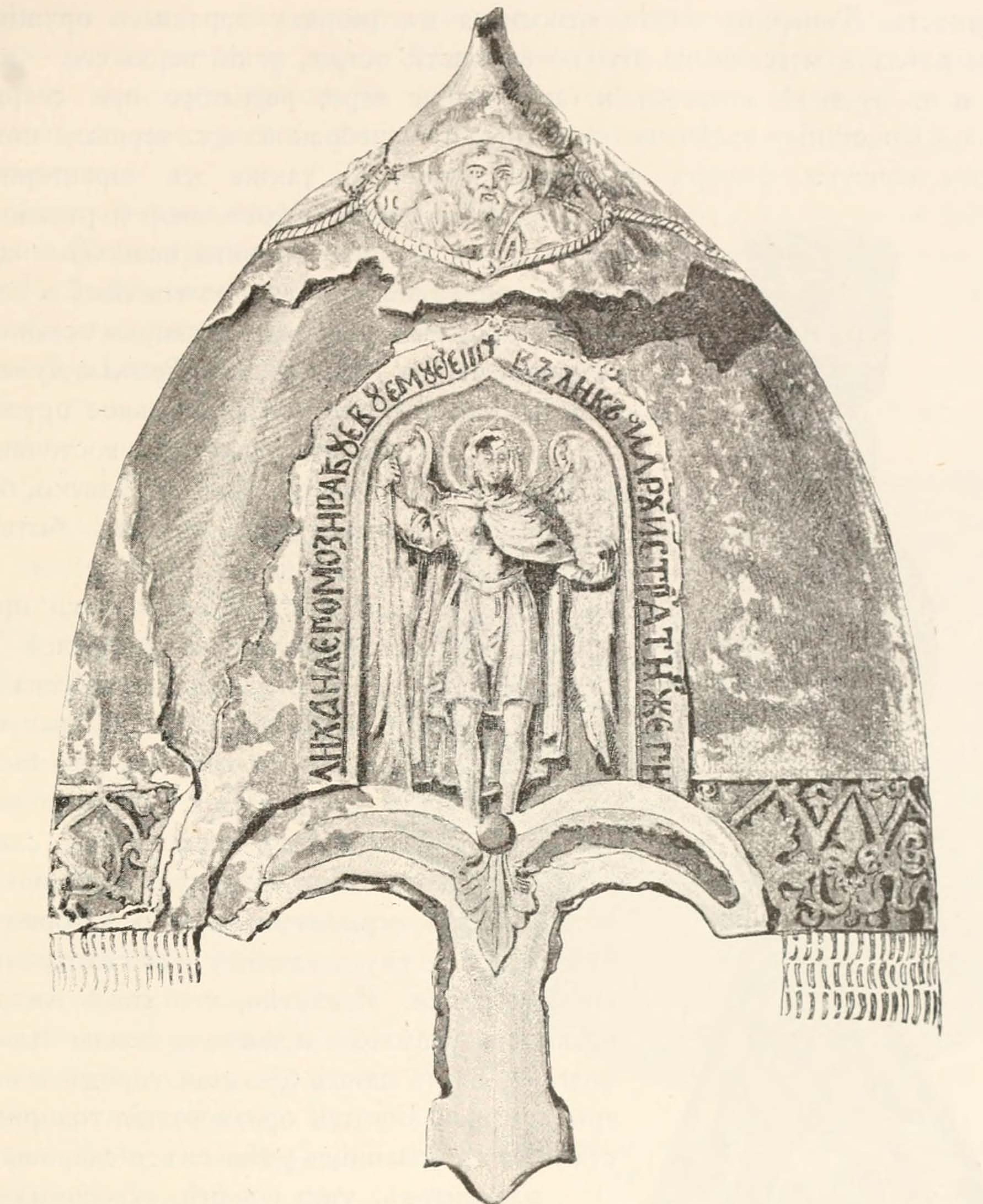
Elmo di Jaroslav II[2].
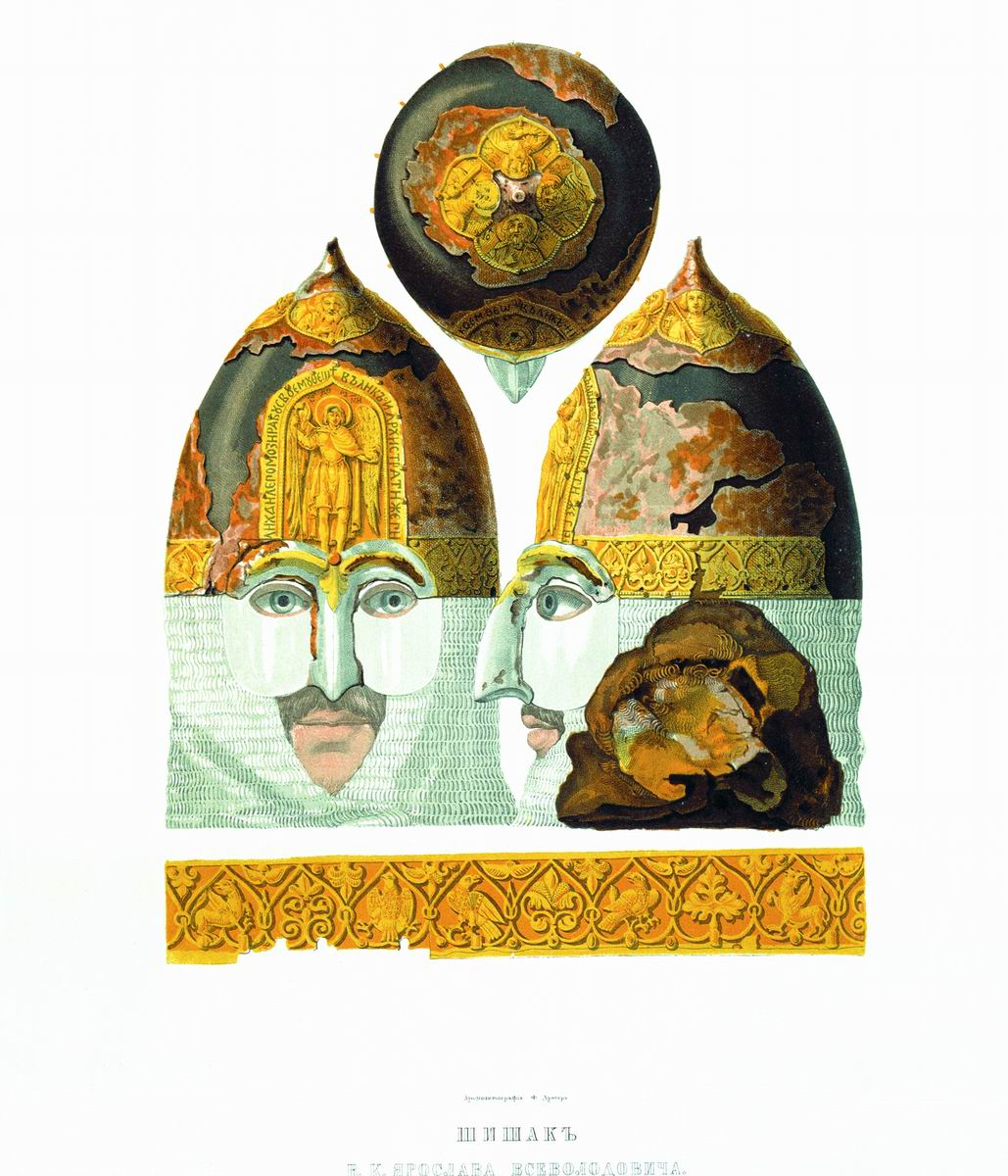
Elmo di Jaroslav II - ill. di Fëdor Solncev.

### Fonti
- Cronache di Novgorod.

### Studi
- Kolčinas, Borisas (1953), Чёрная металлургия и металлообработка в Древней Руси (домонгольский период), Mosca, Edizioni dell'Accademia Russa delle Scienze.
- Martin, Janet (2007), Medieval Russia: 980-1584, Cambridge University Press, ISBN 978-0-521-85916-5.
- Nicolle, David; [ill.] McBride, Angus (1999), Armies of Medieval Russia 750-1250, Londra, Osprey Publishing, ISBN 978-1-8553-2848-8.